# Diocèse de Tempio-Ampurias

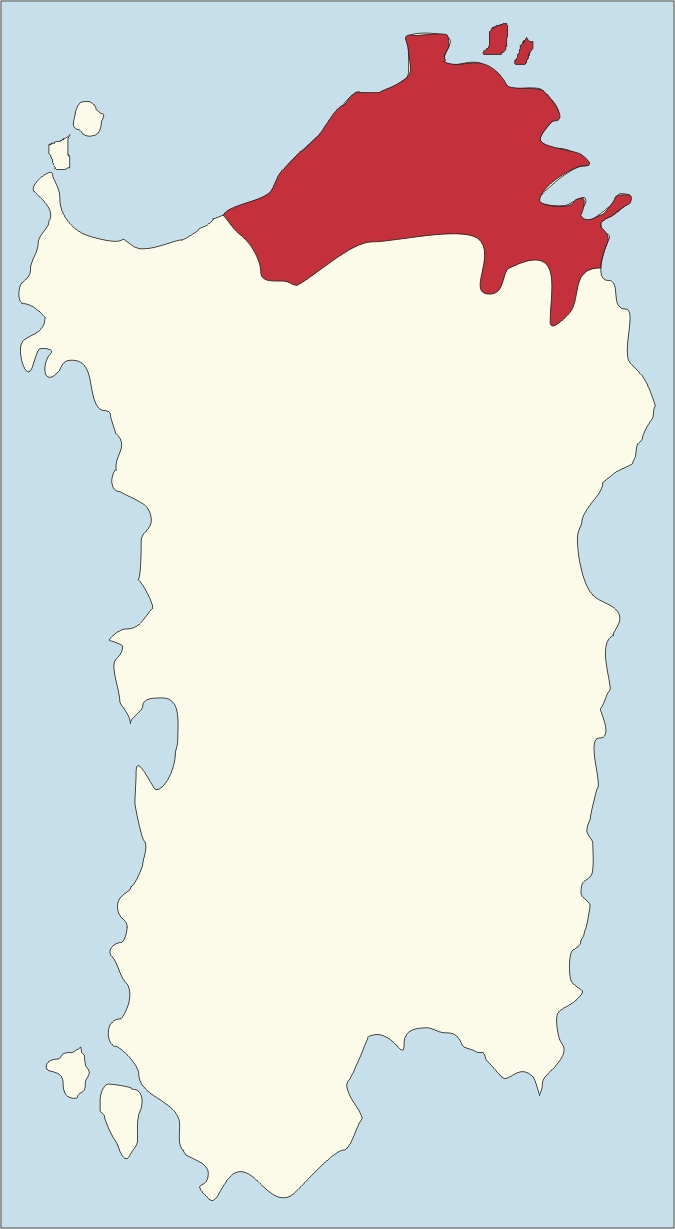
Localisation du diocèse.

Le diocèse de Tempio-Ampurias (en latin : dioecesis Templensis-Ampuriensis, en italien : diocesi di Tempio-Ampurias) est un diocèse de l'église catholique basé à Tempio Pausania, diocèse suffragant de l'archidiocèse de Sassari en région Sardaigne, en Italie. En 2014,  il y avait 161 600 personnes baptisés pour environ 165 100 habitants dans le diocèse. Depuis 2023, c'est Roberto Fornaciari (it) qui en a la charge.
Sa cathédrale est la cathédrale San Pietro Apostolo et sa cocathédrale est la cathédrale de Castelsardo.

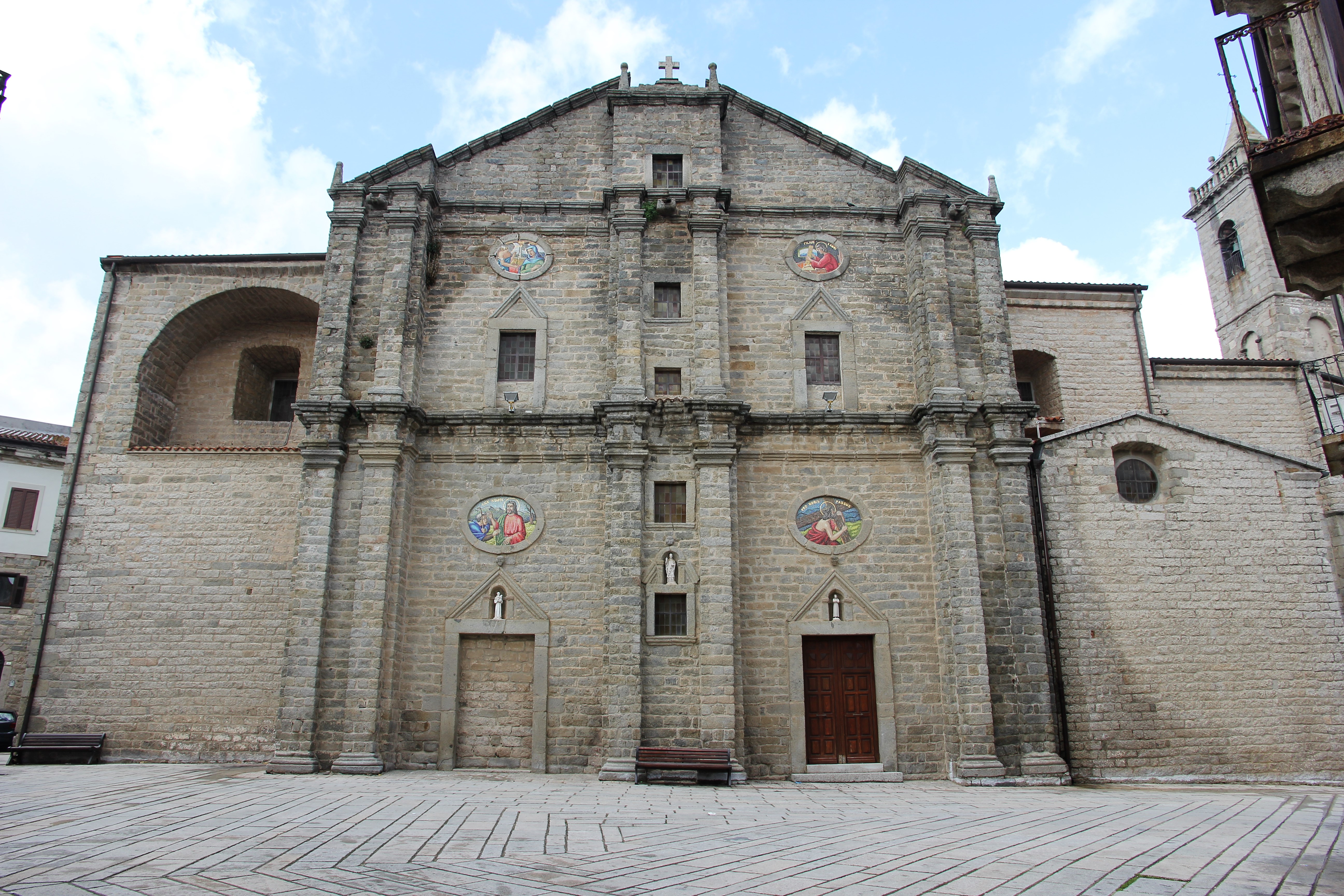
La cathédrale Saint-Pierre-Apôtre de Tempio Pausania.
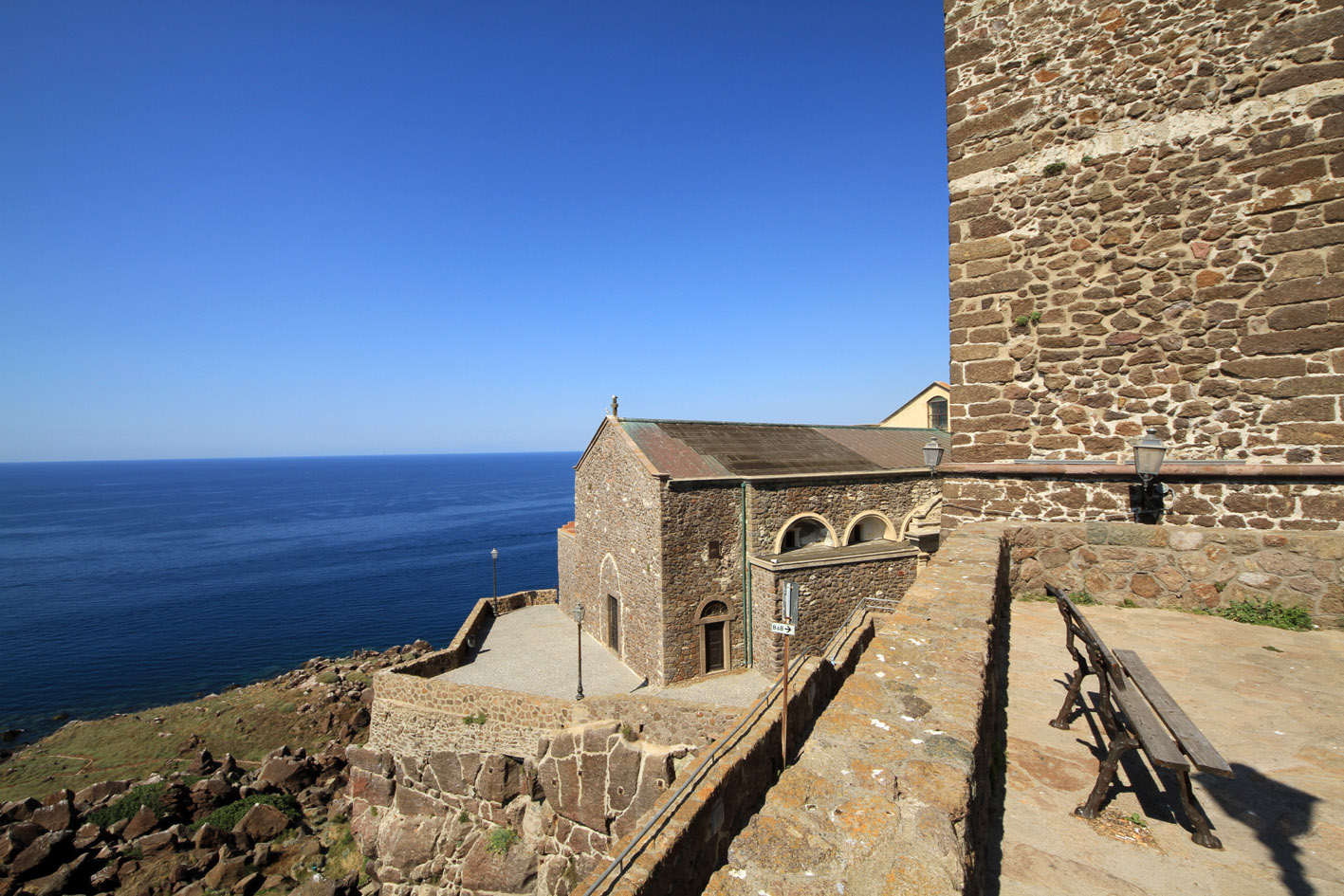
La cathédrale Saint-Antoine-Abbé de Castelsardo.